# 遠戸島
遠戸島（とおどしま、とおとじま、とうどしま）は愛媛県の南部、宇和海にある無人島。行政区域としては宇和島市に属する。

## 概要
戸島 (愛媛県)（とじま）・本浦地区の南東約1.4㎞、宇和海にある無人島。戸島の属島。江戸時代後期の絵図には「遠渡島」とあり、古くはそのように表記されていた。
面積0.17㎢・標高124ｍ。全域が足摺宇和海国立公園の特別地域に含まれている。
昭和30年代なかば頃までは、毎年、戸島から牛鬼の組立て材料とするため子どもたちが遠戸島に竹を採りにいっていた。（この頃までは牛鬼は毎年作りかえるのが通例であった）
1956年（昭和31年）に開拓地として戸島の本浦地区の住民11戸が入植。1959年（昭和34年）には10ヘクタールの畑が開かれていたが、1963年（昭和38年）ころからネズミ害（戸島から発生し、現在の宇和島市一帯のみならず南宇和郡沿岸部にまで及んだ、いわゆる「ねずみ騒動」）がひどく、結局、1965年（昭和40年）には放棄し全住民が本浦に戻った。1972年（昭和47年）には宇和海村が取得、観光開発の話もあったが実現はしていない。
島内には蛇が多いといわれ、戸島の住民もあまり近づかないという。